# Super Bowl Most Valuable Player Award

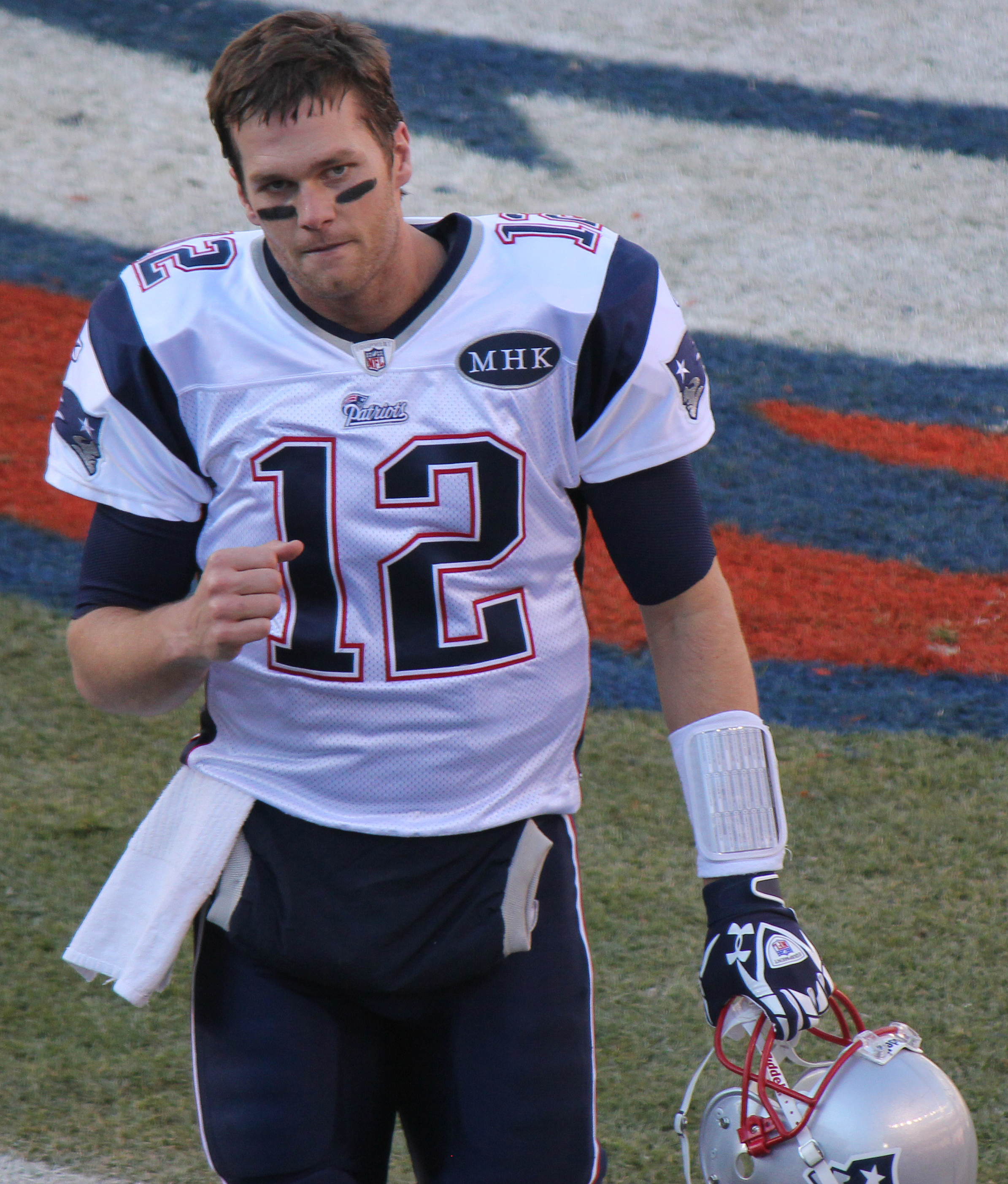
Tom Brady: de eerste speler die de prijs vijf keer won: 2002, 2004, 2015, 2017, 2021

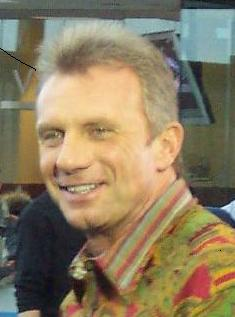
Joe Montana, drie keer verkozen als MVP: 1982, 1985, 1990

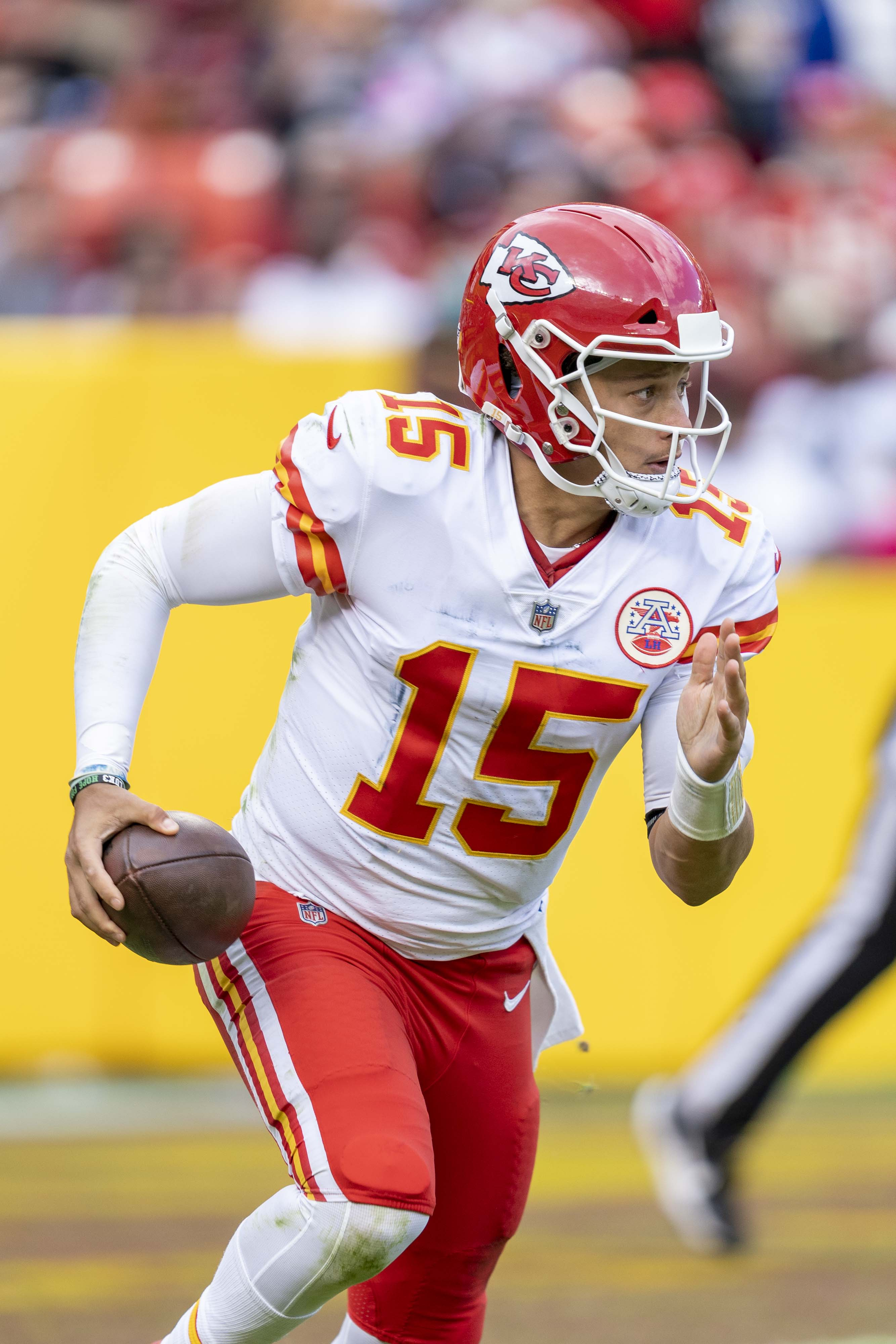
Patrick Mahomes, drie keer verkozen als MVP: 2020, 2023, 2024

De Super Bowl Most Valuable Player Award of kortweg Super Bowl MVP is een prijs die jaarlijks uitgereikt wordt aan de beste speler van de Super Bowl, de jaarlijkse finale van het American football, georganiseerd door de NFL. De stemmen worden bepaald door een panel van specialisten die 80 procent in de stemming doorwegen, de overige 20 procent wordt bepaald door het publiek door middel van televoting en stemmen via het internet tijdens de wedstrijd. Tom Brady van de New England Patriots en Tampa Bay Buccaneers werd vijf keer verkozen tot MVP en is daarmee recordhouder. Joe Montana van de San Francisco 49ers en Patrick Mahomes van de Kansas City Chiefs volgen met drie uitverkiezingen.

## Winnaars
| Jaar | Super Bowl         | MVP                         | Team                 |
| ---- | ------------------ | --------------------------- | -------------------- |
| 1967 | Super Bowl I       | Bart Starr                  | Green Bay Packers    |
| 1968 | Super Bowl II      | Bart Starr                  | Green Bay Packers    |
| 1969 | Super Bowl III     | Joe Namath                  | New York Jets        |
| 1970 | Super Bowl IV      | Len Dawson                  | Kansas City Chiefs   |
| 1971 | Super Bowl V       | Chuck Howley                | Dallas Cowboys       |
| 1972 | Super Bowl VI      | Roger Staubach              | Dallas Cowboys       |
| 1973 | Super Bowl VII     | Jake Scott                  | Miami Dolphins       |
| 1974 | Super Bowl VIII    | Larry Csonka                | Miami Dolphins       |
| 1975 | Super Bowl IX      | Franco Harris               | Pittsburgh Steelers  |
| 1976 | Super Bowl X       | Lynn Swann                  | Pittsburgh Steelers  |
| 1977 | Super Bowl XI      | Fred Biletnikoff            | Oakland Raiders      |
| 1978 | Super Bowl XII     | Harvey Martin & Randy White | Dallas Cowboys       |
| 1979 | Super Bowl XIII    | Terry Bradshaw              | Pittsburgh Steelers  |
| 1980 | Super Bowl XIV     | Terry Bradshaw              | Pittsburgh Steelers  |
| 1981 | Super Bowl XV      | Jim Plunkett                | Oakland Raiders      |
| 1982 | Super Bowl XVI     | Joe Montana                 | San Francisco 49ers  |
| 1983 | Super Bowl XVII    | John Riggins                | Washington Redskins  |
| 1984 | Super Bowl XVIII   | Marcus Allen                | Los Angeles Raiders  |
| 1985 | Super Bowl XIX     | Joe Montana                 | San Francisco 49ers  |
| 1986 | Super Bowl XX      | Richard Dent                | Chicago Bears        |
| 1987 | Super Bowl XXI     | Phil Simms                  | New York Giants      |
| 1988 | Super Bowl XXII    | Doug Williams               | Washington Redskins  |
| 1989 | Super Bowl XXIII   | Jerry Rice                  | San Francisco 49ers  |
| 1990 | Super Bowl XXIV    | Joe Montana                 | San Francisco 49ers  |
| 1991 | Super Bowl XXV     | Ottis Anderson              | New York Giants      |
| 1992 | Super Bowl XXVI    | Mark Rypien                 | Washington Redskins  |
| 1993 | Super Bowl XXVII   | Troy Aikman                 | Dallas Cowboys       |
| 1994 | Super Bowl XXVIII  | Emmitt Smith                | Dallas Cowboys       |
| 1995 | Super Bowl XXIX    | Steve Young                 | San Francisco 49ers  |
| 1996 | Super Bowl XXX     | Larry Brown                 | Dallas Cowboys       |
| 1997 | Super Bowl XXXI    | Desmond Howard              | Green Bay Packers    |
| 1998 | Super Bowl XXXII   | Terrell Davis               | Denver Broncos       |
| 1999 | Super Bowl XXXIII  | John Elway                  | Denver Broncos       |
| 2000 | Super Bowl XXXIV   | Kurt Warner                 | St. Louis Rams       |
| 2001 | Super Bowl XXXV    | Ray Lewis                   | Baltimore Ravens     |
| 2002 | Super Bowl XXXVI   | Tom Brady                   | New England Patriots |
| 2003 | Super Bowl XXXVII  | Dexter Jackson              | Tampa Bay Buccaneers |
| 2004 | Super Bowl XXXVIII | Tom Brady                   | New England Patriots |
| 2005 | Super Bowl XXXIX   | Deion Branch                | New England Patriots |
| 2006 | Super Bowl XL      | Hines Ward                  | Pittsburgh Steelers  |
| 2007 | Super Bowl XLI     | Peyton Manning              | Indianapolis Colts   |
| 2008 | Super Bowl XLII    | Eli Manning                 | New York Giants      |
| 2009 | Super Bowl XLIII   | Santonio Holmes             | Pittsburgh Steelers  |
| 2010 | Super Bowl XLIV    | Drew Brees                  | New Orleans Saints   |
| 2011 | Super Bowl XLV     | Aaron Rodgers               | Green Bay Packers    |
| 2012 | Super Bowl XLVI    | Eli Manning                 | New York Giants      |
| 2013 | Super Bowl XLVII   | Joe Flacco                  | Baltimore Ravens     |
| 2014 | Super Bowl XLVIII  | Malcolm Smith               | Seattle Seahawks     |
| 2015 | Super Bowl XLIX    | Tom Brady                   | New England Patriots |
| 2016 | Super Bowl 50      | Von Miller                  | Denver Broncos       |
| 2017 | Super Bowl LI      | Tom Brady                   | New England Patriots |
| 2018 | Super Bowl LII     | Nick Foles                  | Philadelphia Eagles  |
| 2019 | Super Bowl LIII    | Julian Edelman              | New England Patriots |
| 2020 | Super Bowl LIV     | Patrick Mahomes             | Kansas City Chiefs   |
| 2021 | Super Bowl LV      | Tom Brady                   | Tampa Bay Buccaneers |
| 2022 | Super Bowl LVI     | Cooper Kupp                 | Los Angeles Rams     |
| 2023 | Super Bowl LVII    | Patrick Mahomes             | Kansas City Chiefs   |
| 2024 | Super Bowl LVIII   | Patrick Mahomes             | Kansas City Chiefs   |
| 2025 | Super Bowl LIX     | Jalen Hurts                 | Philadelphia Eagles  |